# Nelson Akwari
Nelson Ndukwe Akwari (nacido el 4 de febrero de 1982 en Houston, Texas) es un futbolista estadounidense, de origen nigeriano. Juega como defensa en Los Angeles Blues de la USL Professional Division de Estados Unidos

## Selección nacional
Ha sido internacional con la Selección de fútbol de Estados Unidos Sub-20.

## Clubes
| Club                | País           | Año       |
| ------------------- | -------------- | --------- |
| New York Red Bulls  | Estados Unidos | 2003-2004 |
| Columbus Crew       | Estados Unidos | 2005      |
| Real Salt Lake      | Estados Unidos | 2005-2006 |
| Charlotte Eagles    | Estados Unidos | 2007-2008 |
| Charleston Battery  | Estados Unidos | 2008-2009 |
| Vancouver Whitecaps | Canadá         | 2010      |

- Datos: Q6990357